# Oldersum (Ten Post)
Oldersum was een wierde in de Nederlandse streek Fivelingo (provincie Groningen). Ten westen van de wierde werd later de Delf gegraven, het latere Damsterdiep. Ten noorden ontstond later het dorp Winneweer en ten zuiden het dorp Ten Post.

## Geschiedenis

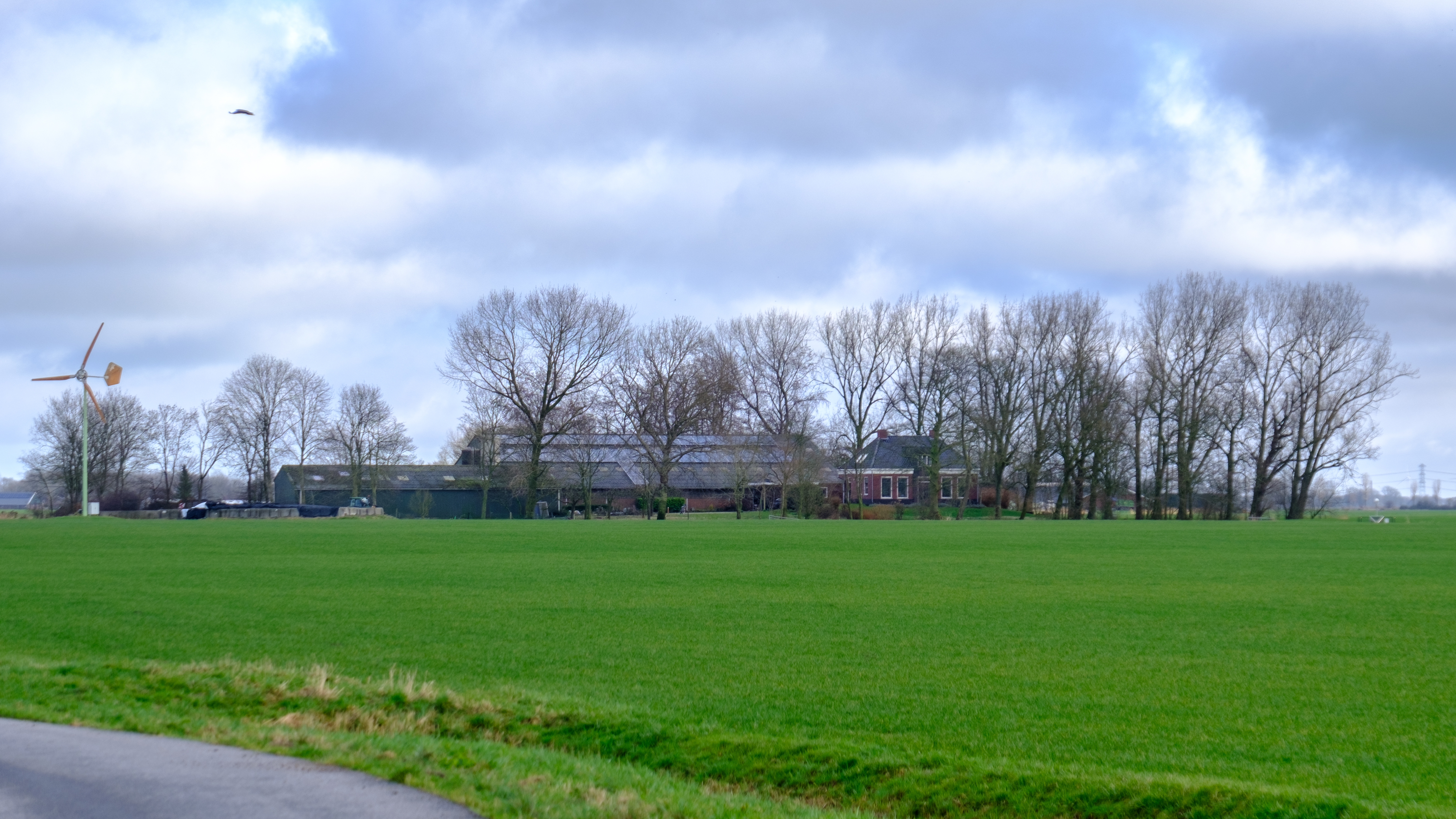
Boerderij Fraaimaheerd gezien vanaf de Oldersumerweg

Oldersum vormde in de 13e en 14e eeuw het centrum van een heerlijkheid, waartoe ook de dorpen Wittewierum, Garrelsweer en Ten Post behoorden. Het gebied maakte deel uit van de rechtstoel van het Eesterrecht, samen met een tweede gebied bij 't Zandt. De voorouders van de dorpsheren behoorden waarschijnlijk tot de stichters van klooster Bloemhof. In de kroniek van Bloemhof wordt in 1267 ene Tammo, pugil de Aldesum genoemd, een kampvechter die een belangrijke rechterlijke functionaris moet zijn geweest. In 1317 wordt een Fivelgoër redger met de naam Dodeco de Aldersum vermeld; hij speelde vermoedelijk een belangrijke rol bij de totstandkoming van het zijlvest van de Drie Delfzijlen. De oude sluizen van het Scharmer- en Slochterzijlvest lagen op zijn terrein; als beheerder van de zuidelijke helft van de rechtstoel (in dimidio consulatu Aldersum) stond hij garant voor de vrede binnen het zijlvest. Een latere versie van de zijlbrief (uit 1445) spreekt van het Aldersummer halve rechtschap, als van Garrelsweer, van Aldersum off van den Poste.
Opvallend is verder dat het Oldersumer kluft in de 17e eeuw een eigen armenfonds had met acht grazen land en een zelfstandige boekhouding, samen met Ten Post. In 1611 wordt gesproken over het landbezit van de Poster armen. De school van Ten Post behoorde daarentegen tot de kosterijgoederen van Wittewierum.
De wierde werd afgegraven in de jaren 1880 en 1890. In de jaren 1950 werd de Rijksweg (de latere N360) dwars over de resten van de wierde aangelegd.
Ten zuiden van Oldersum lagen de hooilanden van dit dorp, in 1546 Alster- of Oldersummermaden genoemd. Hieraan herinnert de straatnaam Medenweg.

## Steenhuis
Op of nabij de wierde heeft vroeger het steenhuis Oldersum gestaan. De enige vermelding van een steenhuis to Aldersum komt uit de kroniek van Sicke Benninghe van rond 1400. Volgens hem stond het steenhuis tussen Ten Post en Muda (Winneweer). Ten oosten van de wierde staat een klein boerderijtje met de naam 'Oldersum', maar ten zuiden daarvan staat de boerderij 'Fraaimaheerd' of 'Fraylema(heerd)' met aanzienlijke grachten die ook als plek van het steenhuis in aanmerking zou kunnen worden genomen. 'Fraaimaheerd' heette vroeger 'Frailmaheerd' of 'Fraylemahuis' en was eigendom van het Klooster Bloemhof. Mogelijk is dit dezelfde heerd als het Eltken steenhus offte heert dat in de 15e eeuw wordt genoemd en in de Oldersumer Eed van het Eesterrecht lag. Na de 15e eeuw is er geen sprake meer van een steenhuis.